# Saint-Nicolas-du-Tertre
Saint-Nicolas-du-Tertre é uma comuna francesa na região administrativa da Bretanha, no departamento Morbihan. Estende-se por uma área de 12,97 km². Em 2010 a comuna tinha 480 habitantes (densidade: 37 hab./km²).